# 18e cérémonie des National Television Awards
La 18e cérémonie des National Television Awards (NT Awards), a eu lieu le 23 janvier 2013, et a récompensé les meilleurs programmes diffusés à la télévision britannique.

## Palmarès

### Most popular serial drama
- Coronation Street
  - EastEnders
  - Emmerdale
  - Hollyoaks

### Most popular drama
- Downton Abbey
  - Doctor Who
  - Merlin
  - Sherlock

### Most newcomer
- David Witts pour le rôle de Joey Branning dans EastEnders
  - Joseph Thompson pour le rôle du Dr Paul Browning dans Hollyoaks
  - Natalie Gumede pour le rôle de Kirsty Soames dans Coronation Street
  - Liam Fox pour le rôle de Dan Spencer dans Emmerdale

### Outstanding Drama Performance (Male)
- Colin Morgan pour le rôle de Merlin ou « Emrys » dans Merlin
  - Benedict Cumberbatch pour les rôles de Christopher Tietjens dans Parade's end et Sherlock Holmes dans Sherlock[2]
  - Daniel Mays pour le rôle de Ronald Biggs dans Mrs Biggs
  - Matt Smith pour le rôle du Dr Who dans Doctor Who

### Outstanding Drama Performance (Female)
- Miranda Hart pour le rôle de Chummy Browne dans Call the Midwife
  - Sheridan Smith pour le rôle de Charmian Biggs dans Mrs Biggs
  - Suranne Jones pour le rôle de DC Rachel Bailey dans Scott and Bailey'´
  - Karen Gillan pour le rôle d'Amy Pond dans Doctor Who

### Outstanding Serial Drama Performance
- Alan Halsall pour le rôle de Tyrone Dobbs dans Coronation Street
  - Michelle Keegan pour le rôle de Tina McIntyre dans Coronation Street
  - Emmett J. Scanlan pour le rôle de Brendan Brady dans Hollyoaks
  - Adam Woodyatt pour le rôle de Ian Beale dans EastEnders

### Most popular entertainment presenter
- Ant & Dec
  - Keith Lemon
  - Alan Carr
  - Dermot O'Leary

### Most popular daytime programme
- This Morning
  - Come Dine with Me
  - The Chase
  - The Jeremy Kyle Show

### Most popular entertainment programme
- I'm a Celebrity...Get Me Out of Here!
  - Alan Carr: Chatty Man
  - The Only Way Is Essex
  - The Graham Norton Show

### Most popular documentary
- Frozen Planet
  - Big Fat Gypsy Weddings
  - One Born Every Minute
  - Planet Earth Live

### Most popular talent show
- Strictly Come Dancing
  - Britain's Got Talent
  - Dancing on Ice
  - The X Factor
  - The Voice UK

### Most popular factual entertainment programme
- Paul O'Grady: For the Love of Dogs
  - The Celebrity Apprentice
  - The Great British Bake Off
  - Top Gear

### Most Popular Situation Comedy
- Mrs. Brown's Boys
  - Absolutely Fabulous
  - Benidorm
  - The Big Bang Theory

### Most Popular Comedy Panel Show
- QI
  - Have I Got News For You
  - Mock the Week
  - Would I Lie To You?

### Landmark Award
- Chris Hoy, David Weir, Sebastian Coe pour les jeux olympiques et paralympiques de Londres 2012.

### Special Recognition Award
- Joanna Lumley